# Casino municipal de Biarritz
Le casino municipal de Biarritz est un immeuble de style Art déco édifié en 1929 par l'architecte Alfred Laulhé à Biarritz dans le département français des Pyrénées-Atlantiques en région Nouvelle-Aquitaine.
Partiellement rénové dans les années 1990, il est inscrit aux monuments historiques en 1992.

## Histoire
Un premier casino avait été construit entre 1856 et 1858 grâce à Benito R. de Monfort. 

## L’architecte
Fils d'un boulanger de l'avenue de France, Alfred Lamoureu, dit Laulhé, est né le 14 mars 1879 à Biarritz. Après une scolarité au lycée de Bayonne il fait des études à l'école spéciale d'architecture de Paris, atelier Laynaud. Il sort diplômé en 1900. De 1903 à 1905 il collabore avec Édouard Niermans à la reconstruction de l'Hôtel du Palais. Sa collaboration avec ce prestigieux cabinet et son mariage avec la fille de l'entrepreneur chargé des travaux, Amélie Bourtayre, lui mettent le pied a l'étrier. Alfred Laulhé meurt en 1956 à Biarritz, villa Gordiada, sans descendance.

## Description
Le casino se dresse sur la Grande Plage, en plein centre de Biarritz. Il contient, outre des salles de jeux et des salons de réception, un théâtre, une piscine, un restaurant ainsi qu'un bar sportif. 
Les éléments protégés par les monuments historiques sont constitués du vestibule, de la galerie et de l'élévation.
Il est aujourd'hui exploité par le Groupe Barrière qui inaugurait en juin 2014 son nouveau casino après neuf mois de travaux et 5,3 millions d'euros d'investissement.